# 1336

## Събития
- 26 април – Франческо Петрарка изкачва връх Ванту – символичен рожден ден на алпинизма.

## Родени
- Тимур, тюркски военачалник
- Киприан, св. митрополит Руски
- Бианка Савойска владетелка на Милано (1350 – 1378)
- Стефан Урош V сръбски цар (1355 – 1371)

## Починали
- Белаур, деспот на Видин
- 24 януари Алфонсо IV 13-и крал на Арагон
- 29 юни Фридрих I (Салуцо) маркграф на Салуцо
- Изабела Португалска, кралица на Португалия, инфанта на Арагон
- 30 септември Катарина Савойска херцогиня на Австрия и Щирия